# 三島広小路駅
三島広小路駅（みしまひろこうじえき）は、静岡県三島市広小路町にある、伊豆箱根鉄道駿豆線の駅である。駅番号はIS02。

## 歴史
- 1898年（明治31年）5月20日：豆相鉄道、三島町（現・三島田町） - 三島（現・下土狩）間延伸。現在地点には駅なし。
- 1906年（明治39年）10月1日：駿豆電気鉄道、沼津停車場前（後の沼津駅前） - 三島六反田間開業。
- 1907年（明治40年）7月19日：豆相鉄道を伊豆鉄道に譲渡する。
- 1908年（明治41年）
  - 8月3日：駿豆電気鉄道、三島六反田 - 三島町間開業。沼津方面への路線とは伊豆鉄道線の踏切で分断されており、乗り場も別々だった。
  - 10月1日：伊豆鉄道が軌道線との平面交差承認。軌道線三島町 - 沼津停車場前間直通開始。
- 1912年（明治45年）4月1日：駿豆電気鉄道が伊豆鉄道を買収する。
- 1914年（大正3年）
  - 鉄道線に広小路連絡所開業。
  - 同年末に軌道線三島六反田 - 三島町間が休止となる。
- 1915年（大正4年）1月18日：軌道線三島六反田 - 三島町間が廃止となる。
- 1916年（大正5年）10月5日：駿豆電気鉄道が富士水力電気と合併する。
- 1917年（大正6年）11月5日：富士水力電気の鉄道・軌道事業を駿豆鉄道に譲渡する。
- 1919年（大正8年）5月25日：鉄道線三島 - 三島町間電化。軌道線が三島町まで乗り入れ開始。
- 1928年（昭和3年）4月18日：広小路連絡所を三島広小路と改称。
- 1934年（昭和9年）12月1日：鉄道線三島（旧） - 三島広小路間廃止。三島（新） - 三島広小路間開業。
- 1938年（昭和13年）4月6日：駿豆鉄道が駿豆鉄道箱根遊船に社名を変更。
- 1940年（昭和15年）11月28日：駿豆鉄道箱根遊船が駿豆鉄道に社名を変更。
- 1949年（昭和24年）4月1日：軌道線、営業列車の三島町までの直通運転を廃止。
- 1957年（昭和32年）6月1日：駿豆鉄道が伊豆箱根鉄道に社名を変更。
- 1959年（昭和34年）9月7日：鉄道線の架線電圧昇圧。軌道線車庫を長沢へ移転し、鉄道線への軌道線回送列車の直通運転廃止。
- 1963年（昭和38年）2月5日：軌道線が全線廃止となる。
- 1972年（昭和47年）10月1日：手小荷物営業を廃止。
- 2002年（平成14年）1月25日：自動改札の供用を開始。
- 2020年（令和2年）：改修工事を実施。タクシー乗り場のガレージを解体し、コンビニに建て替え。これと並行して、ホームの改修も実施。
- 2023年（令和5年）5月23日：東芝テックとの副駅名権のスポンサー契約締結による副駅名「ともにつくる、つぎをつくる。」を発表。除幕式は同じ副駅名が付された大仁駅にて開催[1][2]。

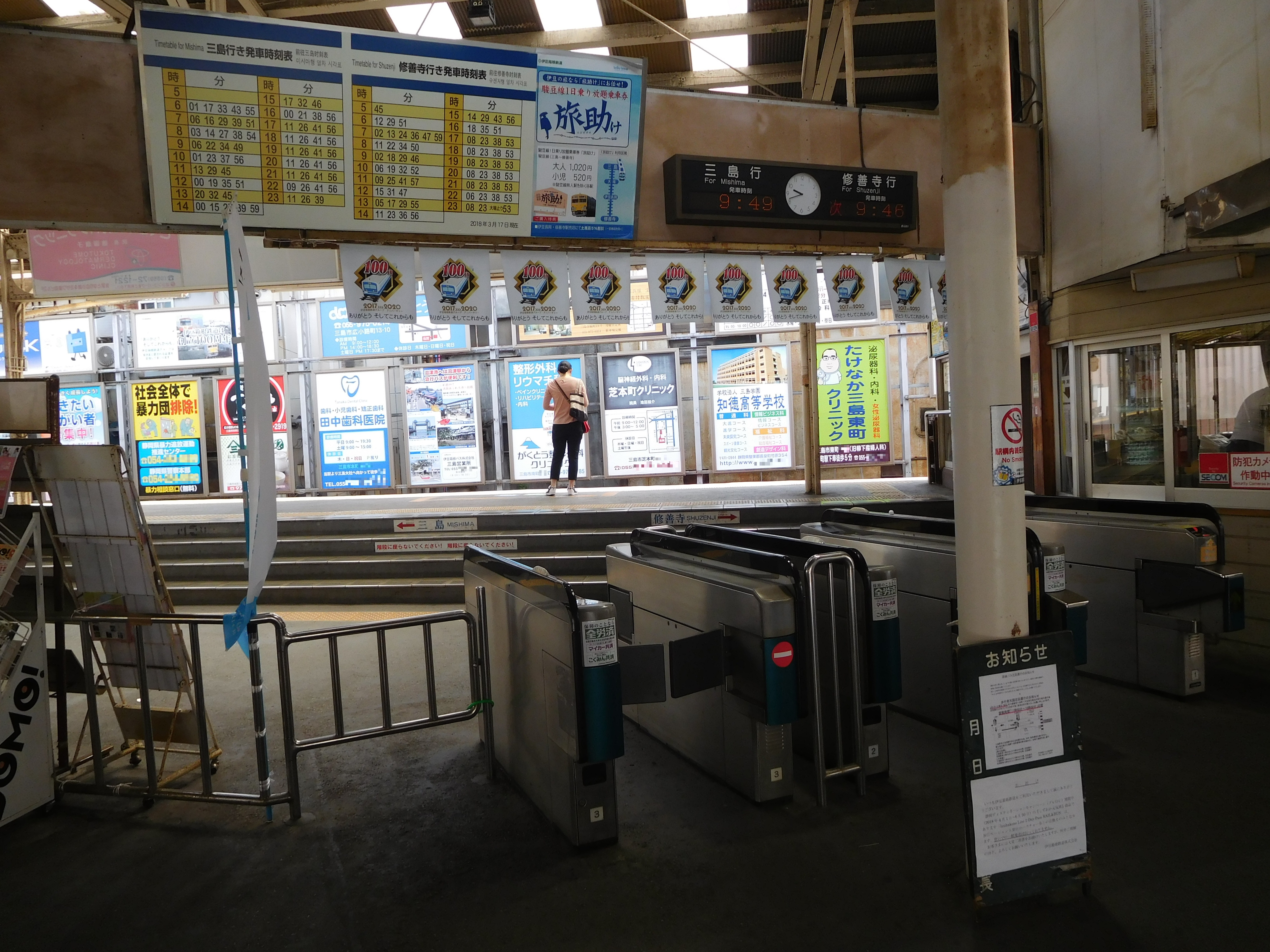
改札（2018年4月、改修工事前）
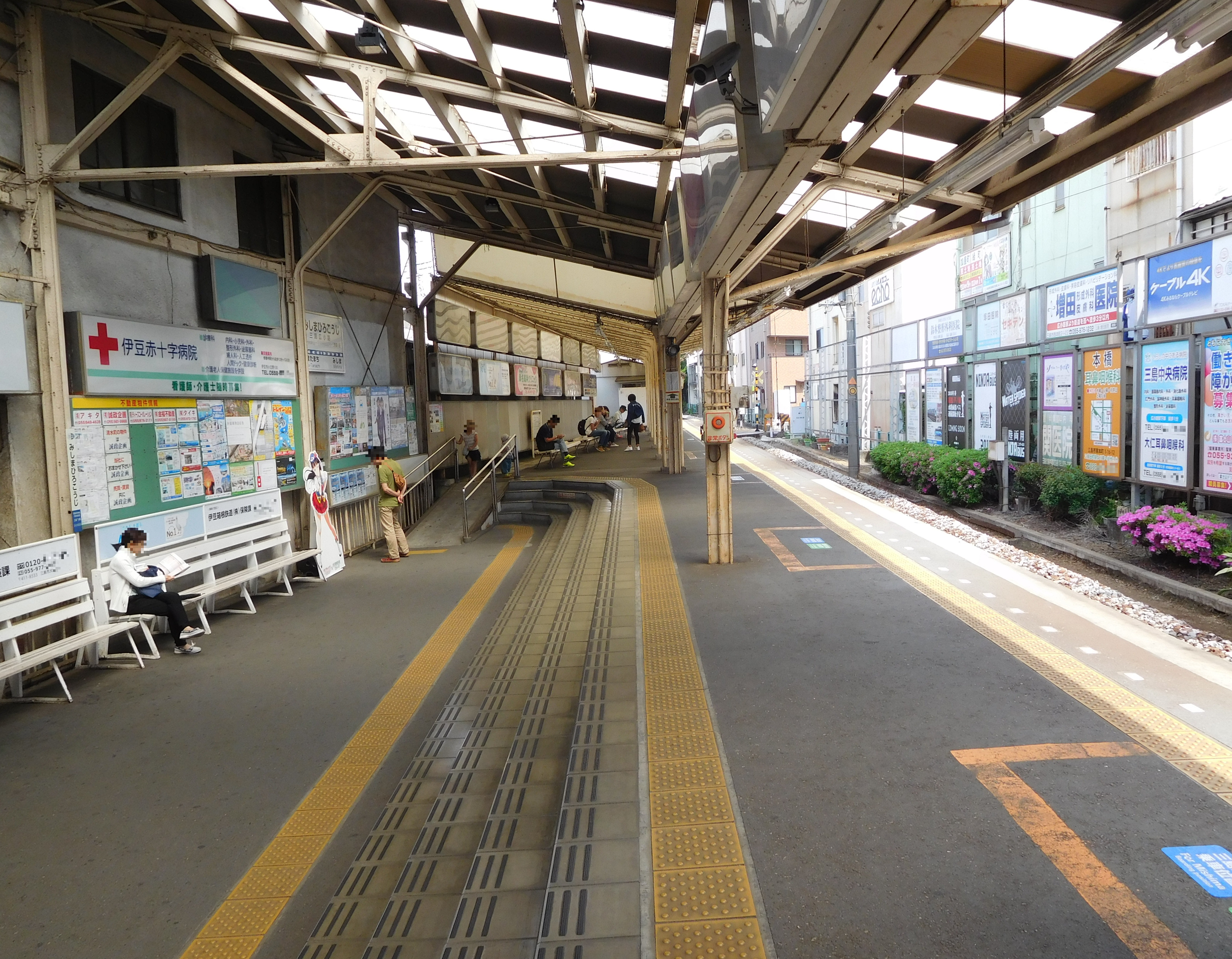
ホーム（2018年4月、改修工事前）

## 駅構造
単式ホーム1面1線を有する地上駅。構内は広い造りであったが、2020年に改修工事が行われた際にタクシー乗り場のガレージ跡にコンビニが設けられたため、ホーム幅が少し狭くなった所がある。改修工事後はスロープやベンチの位置が変わり、ホームの中央にあった階段は改札付近を除いてすべて撤去された。
備考
- 自動改札機、売店の設置駅。
- 過去にはタクシー乗り場のガレージを駅前に併設していたが、2020年に実施した改修工事でコンビニへの建て替えが行われた。ちなみに、タクシー用のガレージ（現：コンビニ）があった所はかつて、路面電車乗り場であった。
- 接近放送は女声の放送が流れるが、駅員の操作によるため流れないこともある。また、発車時に発車ブザーが鳴るが電子音ではない[注釈 1]。
- 自動券売機が2台設置されており、2台ともタッチパネル式となっている。
- 修善寺駅寄りのホーム先端はかなり狭くて危険なため、通過列車が来る場合は駅員が三角コーンを立てる。

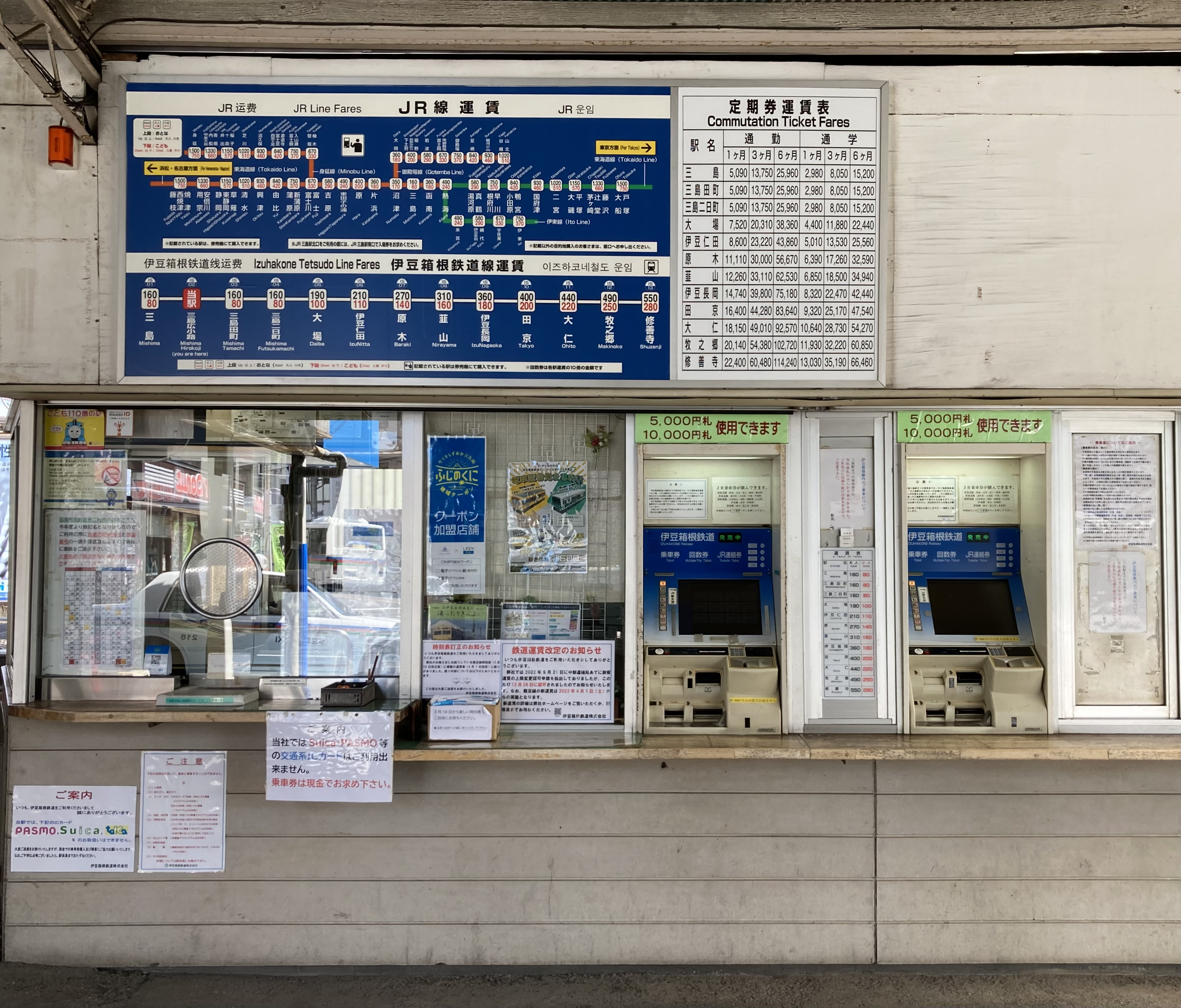
切符売場（2023年4月）
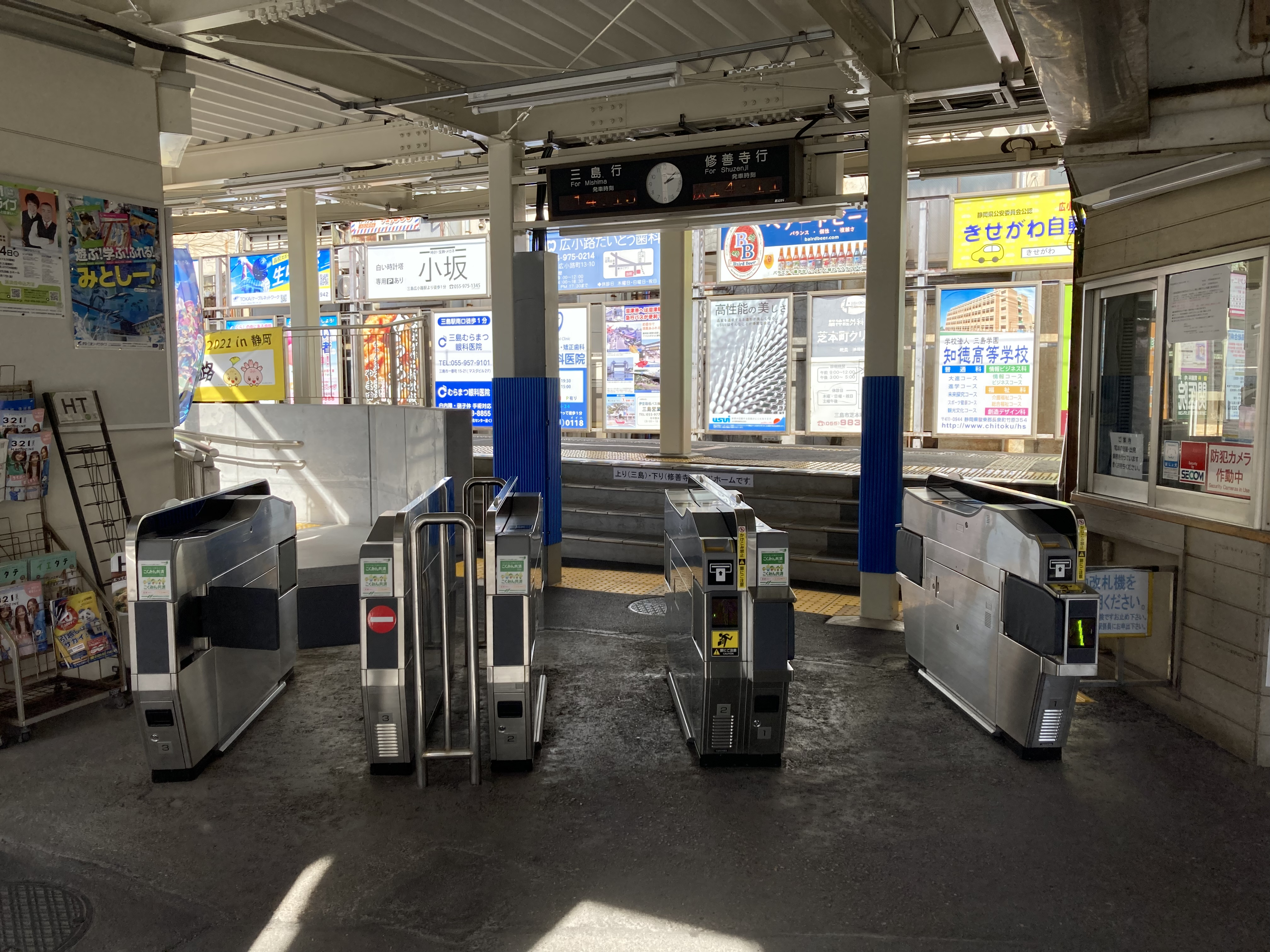
改札（2023年2月、改修工事後）
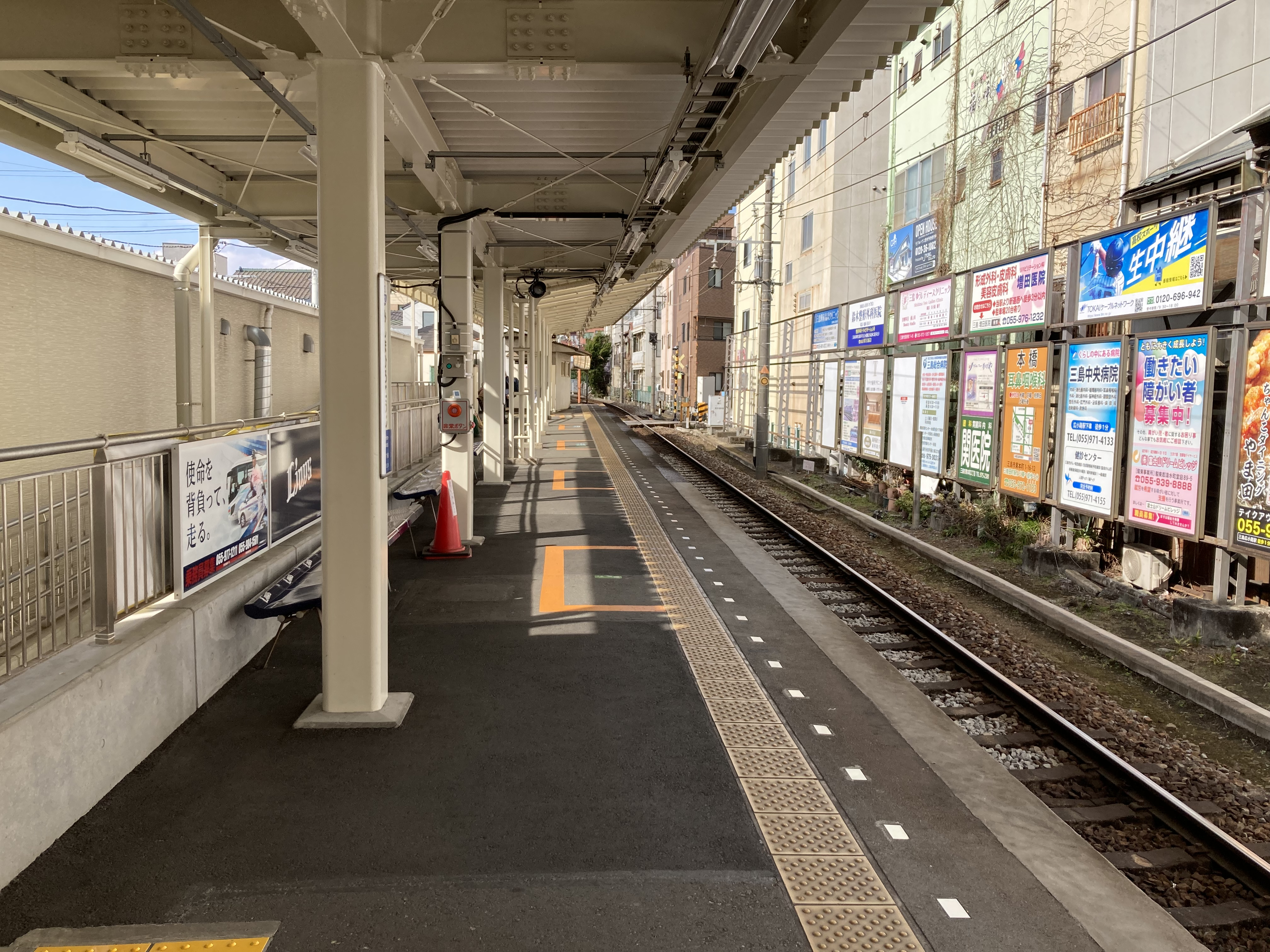
ホーム（2023年2月、改修工事後）

## 利用状況
- 2020年（令和2年）度の1日平均乗車人員は1,371人である。

近年の1日平均乗車人員の推移は以下の通りである。
| 年度               | 1日平均 乗車人員 | 出典     |
| ------------------ | ---------------- | -------- |
| 1993年（平成05年） | 3,951            | [ * 1 ]  |
| 1994年（平成06年） | 3,790            | [ * 2 ]  |
| 1995年（平成07年） | 3,668            | [ * 3 ]  |
| 1996年（平成08年） | 3,565            | [ * 4 ]  |
| 1997年（平成09年） | 3,320            | [ * 5 ]  |
| 1998年（平成10年） | 3,209            | [ * 6 ]  |
| 1999年（平成11年） | 3,074            | [ * 7 ]  |
| 2000年（平成12年） | 2,908            | [ * 8 ]  |
| 2001年（平成13年） | 2,852            | [ * 9 ]  |
| 2002年（平成14年） | 2,962            | [ * 10 ] |
| 2003年（平成15年） | 2,790            | [ * 11 ] |
| 2004年（平成16年） | 2,702            | [ * 12 ] |
| 2005年（平成17年） | 2,563            | [ * 13 ] |
| 2006年（平成18年） | 2,396            | [ * 14 ] |
| 2007年（平成19年） | 2,278            | [ * 15 ] |
| 2008年（平成20年） | 2,223            | [ * 16 ] |
| 2009年（平成21年） | 2,076            | [ * 17 ] |
| 2010年（平成22年） | 2,054            | [ * 18 ] |
| 2011年（平成23年） | 2,023            | [ * 19 ] |
| 2012年（平成24年） | 2,064            | [ * 20 ] |
| 2013年（平成25年） | 2,029            | [ * 21 ] |
| 2014年（平成26年） | 1,952            | [ * 22 ] |
| 2015年（平成27年） | 1,959            | [ * 23 ] |
| 2016年（平成28年） | 1,934            | [ * 24 ] |
| 2017年（平成29年） | 1,953            | [ * 25 ] |
| 2018年（平成30年） | 1,983            | [ * 26 ] |
| 2019年（令和元年） | 1,911            | [ * 27 ] |
| 2020年（令和02年） | 1,371            | [ * 28 ] |

## 駅周辺

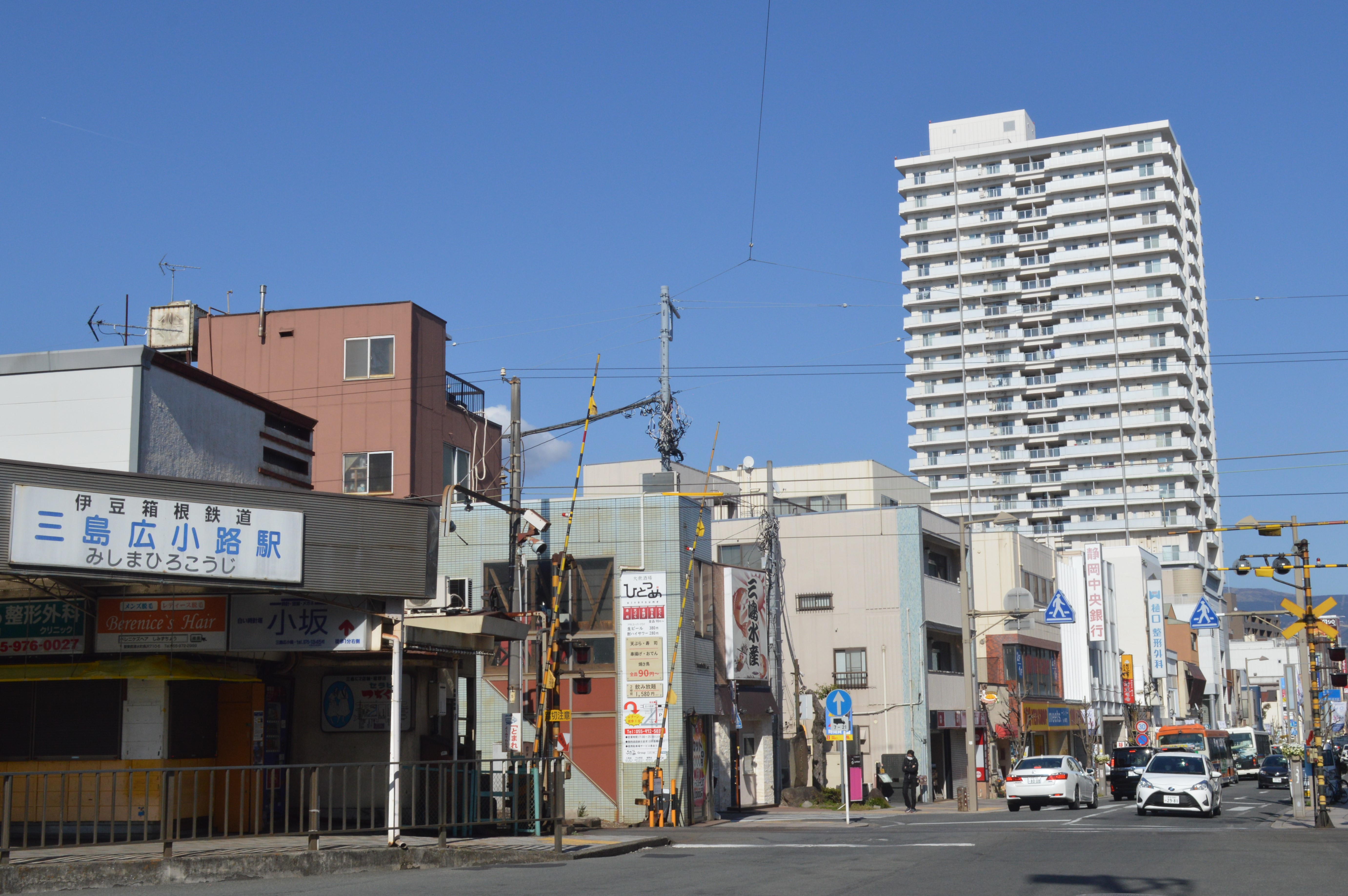
広小路踏切付近（2020年3月）

駅南側にある広小路踏切で旧東海道と交差する。なお、駅付近には寺や神社が数ヵ所ある。また、当駅から三嶋大社へ至る道は三島大通り商店街と呼ばれる。
- 伊豆国分寺
- 蓮馨寺
- 林光寺
- 常林寺
- 三嶋大社
- 三石神社
- 秋葉神社
- 八坂神社
- 木町観音堂
- トイブロック一級建築士事務所
- 三島市立西小学校
- 星園幼稚園
- 三島中央病院
- 電業社機械製作所 三島事業所
- 東芝テック 静岡事業所（三島）
- ハレノヒサイクル Cross Mishima[4][5]
- 三島大通り商店街
- 静岡県道22号三島富士線
- 静岡県道51号三島停車場線
- 静岡県道145号沼津三島線

## バス路線
駅の東西に「広小路」停留所（伊豆箱根バス・富士急シティバス・東海バス）、駅西側に「広小路西」停留所（三島市コミュニティバス）がある。各停留所を発着する路線は下記の通り。
| 運行事業者                | 路線                                                                       | 系統・行先                                               | 備考                 |
| 広小路                    | 広小路                                                                     | 広小路                                                   | 広小路               |
| ------------------------- | -------------------------------------------------------------------------- | -------------------------------------------------------- | -------------------- |
| 伊豆箱根バス              | 下土狩線                                                                   | 三69：三島駅 / 下土狩駅                                  |                      |
| 伊豆箱根バス              | 沼津駅 - 大岡 - 三島駅線                                                   | 沼51・沼52：三島駅 / 大岡駅前・沼津駅                    |                      |
| - 伊豆箱根バス - 東海バス | - 伊豆箱根バス：沼津駅 - 新道・旧道 - 三島駅線 - 東海バス：沼津 - 三島駅線 | 三05・三07・N5・N7：三島駅 / 新道・沼津駅 / 旧道・沼津駅 |                      |
| 富士急シティバス          | 駿河平線                                                                   | 三島駅 / 駿河平                                          |                      |
| 東海バス                  | 柿田線                                                                     | N12・N14・N15：三島駅 / 柿田・沼津駅                     |                      |
| 東海バス                  | 新城橋線                                                                   | N47・N81：三島駅 / 新城橋・大平車庫                      |                      |
| 東海バス                  | 三島 - 沼商線                                                              | N48・N49・N50：三島駅 / 沼津商業高校 / 大平車庫          |                      |
| 広小路西                  |                                                                            |                                                          |                      |
| 三島市コミュニティバス    | 200円バス「せせらぎ号」                                                    | 三島駅                                                   | 西回りと東回りが混在 |

備考
- 「新道」・「旧道」とは当駅すぐ西方で分岐する2つの道路を指しており、駅から西（沼津側）を見て左へ分岐する道路（静岡県道145号線）が「旧道」、右へ分岐する道路が「新道」である。旧道はかつての軌道線、その迂回路として作られたのが新道である。なお、三島広小路駅周辺は三島バイパスが完成・開通するまでは国道1号（当時「一級国道1号」、1952年に指定）であった。

## その他
- 三島大祭り（旧・三島夏祭り）など、祭りが開催される際は駅周辺と三島大通り商店街が歩行者天国となる。
- 駅の南側に広小路踏切、駅の北側に蓮沼川踏切が隣接する。なお、駅構内には広小路踏切用の踏切非常ボタンが2つある[注釈 2]。

## 隣の駅
伊豆箱根鉄道
 駿豆線
三島駅 (IS01) - 三島広小路駅 (IS02) - 三島田町駅 (IS03)

### 記事本文